# Marco Pellegrino
Marco Pellegrino (18. červenec 2002, Buenos Aires, Argentina) je argentinský fotbalový obránce, hrající od ledna 2025 za argentinský klub Huracán, kde je na hostování z Milána.

## Kariéra
Již v 8 letech v roce 2010 nastoupil do mládežnické akademie Platense a v roce 2021 podepsal s nimi první smlouvu na 3 roky. První utkání odehrál 14. března 2023 v lize proti Vélez Sarsfield a první branku vstřelil 30. července proti Gimnasii. V létě roku 2023 jej koupil italský klub Milán.
První utkání za Rossoneri odehrál 29. října 2023 proti Neapoli (2:2), když vystřídal zraněného Kalula, ale i on sám byl na konci utkání kvůli zranění vystřídán a poté tři měsíce marodil. V únoru 2024 byl poslán na hostování do Salernitany se kterou sestoupil.
Na začátku sezony 2024/25 byl poslán na hostování do argentinského Independiente, ale po pouhých 7 utkání byl na konci roku 2024 povolán zpět aby byl poslán na hostování do Huracánu

## Přestupy
- Platense – Milán 3 880 000 Euro

## Statistiky
| Sezóna  | Klub          | Liga             | Liga   | Liga | Domácí poháry | Domácí poháry | Domácí poháry | Kontinentální poháry | Kontinentální poháry | Kontinentální poháry | Celkem | Celkem |
| Sezóna  | Klub          | Soutěž           | Zápasy | Góly | Soutěž        | Zápasy        | Góly          | Soutěž               | Zápasy               | Góly                 | Zápasy | Góly   |
| ------- | ------------- | ---------------- | ------ | ---- | ------------- | ------------- | ------------- | -------------------- | -------------------- | -------------------- | ------ | ------ |
| 2023    | Platense      | Primera División | 17     | 1    | -             | 0             | 0             | -                    | 0                    | 0                    | 17     | 1      |
| 2023/24 | Milán         | Serie A          | 1      | 0    | IP            | 0             | 0             | LM                   | 0                    | 0                    | 1      | 0      |
| 2024    | Salernitana   | Serie A          | 10     | 0    | -             | 0             | 0             | -                    | 0                    | 0                    | 10     | 0      |
| 2024    | Independiente | Primera División | 7      | 0    | -             | 0             | 0             | -                    | 0                    | 0                    | 7      | 0      |
| 2025    | Huracán       | Primera División | 17     | 1    | AP            | 1             | 0             | JAP                  | 5                    | 0                    | 23     | 1      |
| Celkově | Celkově       | Celkově          | 52     | 2    | -             | 1             | 0             | -                    | 5                    | 0                    | 58     | 2      |